# Tre più due
Tre più due (in russo Три плюс два?) è un film del 1962 diretto dall'armeno Genrikh Oganisyan e basato sulla commedia teatrale Dikari di Sergej Vladimirovič Michalkov, prodotto dalla Maksim Gorki Studio.

## Trama
Tre giovani amici vanno al Mar Nero in estate, dove conoscono un luogo confortevole e appartato. All'arrivo, scoprono che il posto è già occupato da due ragazze giovani e graziose. I ragazzi decidono di "spostare" le ragazze per poter godere del resto dei "selvaggi"...